# Sandhanekro
Sandhanekro (Galeopsis ladanum), ofte skrevet sand-hanekro, er en 10-60 centimeter høj plante i læbeblomst-familien. Stænglen har under bladfæsterne tiltrykne og mere eller mindre bløde hår. Bladene er savtakkede med 3-7 tydelige takker på hver side (smalbladet hanekro har højst 4 tænder). Bægeret er grønligt med udstående, skinnende hår. Kronen er lyserød og 15-25 millimeter lang med gule tegninger på underlæben.
I Danmark findes arten hist og her på sandet agerjord, i grusgrave og på skrænter. Den blomstrer i juli og august.